# والتر فون هولاندر
والتر فون هولاندر (بالألمانية: Walther von Hollander)‏ هو مؤلف وكاتب سيناريو وكاتب ألماني، ولد في 29 يناير 1892 في بلانكنبورغ في ألمانيا، وتوفي في 30 سبتمبر 1973 في Niendorf an der Stecknitz ‏ في ألمانيا.

## وصلات خارجية
- والتر فون هولاندر على موقع IMDb (الإنجليزية)
- والتر فون هولاندر على موقع مونزينجر (الألمانية)
- والتر فون هولاندر على موقع كينوبويسك (الروسية)